# Dent County
Das Dent County ist ein County im US-amerikanischen Bundesstaat Missouri. Im Jahr 2020 hatte das County 14.421 Einwohner und eine Bevölkerungsdichte von 7,4 Einwohnern pro Quadratkilometer. Der Verwaltungssitz (County Seat) ist Salem.

## Geografie
Das County liegt im mittleren Südosten von Missouri in den Ozarks und wird vom Current River durchflossen. Es hat eine Fläche von 1954 Quadratkilometern, wovon drei Quadratkilometer Wasserfläche sind. An das Dent County grenzen folgende Nachbarcountys:
| Phelps County |                | Crawford County |
|               |                | Iron County     |
| Texas County  | Shannon County | Reynolds County |

## Geschichte
Das Dent County wurde am 10. Februar 1851 aus Teilen des Crawford County und des Shannon County gebildet. Benannt wurde es nach Lewis Dent, einem frühen Siedler in diesem Gebiet, der 1835 aus Virginia hierher kam.

## Demografische Daten
Nach der Volkszählung im Jahr 2010 lebten im Dent County 15.657 Menschen in 6124 Haushalten. Die Bevölkerungsdichte betrug 7,9 Einwohner pro Quadratkilometer. In den 6124 Haushalten lebten statistisch je 2,5 Personen.
Ethnisch betrachtet setzte sich die Bevölkerung zusammen aus 96,6 Prozent Weißen, 0,5 Prozent Afroamerikanern, 0,9 Prozent amerikanischen Ureinwohnern, 0,3 Prozent Asiaten sowie aus anderen ethnischen Gruppen; 1,7 Prozent stammten von zwei oder mehr Ethnien ab. Unabhängig von der ethnischen Zugehörigkeit waren 1,0 Prozent der Bevölkerung spanischer oder lateinamerikanischer Abstammung.
23,0 Prozent der Bevölkerung waren unter 18 Jahre alt, 57,6 Prozent waren zwischen 18 und 64 und 19,4 Prozent waren 65 Jahre oder älter. 50,5 Prozent der Bevölkerung war weiblich.

Das jährliche Durchschnittseinkommen eines Haushalts lag bei 36.118 USD. Das Pro-Kopf-Einkommen betrug 18.111 USD. 18,2 Prozent der Einwohner lebten unterhalb der Armutsgrenze.

## Ortschaften im Dent County
Citys
- Bunker1
- Salem

Unincorporated Communities
| - Anutt - Bangert - Boss - Coulstone - Custer - Darien - Dent Ford | - Doss - Gladden - Hobson - Howes - Howes Mill - Jack - Jadwin | - Joy - Lake Spring - Lecoma - Lenox - Max - Montauk - Rhyse | - Short Bend - Sligo - Smoky Hollow - Stone Hill - Turtle |

1 – teilweise im Reynolds County

## Gliederung
Das Dent County ist in 13 Townships eingeteilt:
| Township          | Einwohner (2010) | FIPS     |
| ----------------- | ---------------- | -------- |
| Current Township  | 447              | 29-17830 |
| Franklin Township | 1028             | 29-25570 |
| Gladden Township  | 459              | 29-27172 |
| Linn Township     | 151              | 29-43202 |
| Meramec Township  | 313              | 29-47378 |
| Norman Township   | 769              | 29-52778 |
| Osage Township    | 429              | 29-55118 |

| Township                   | Einwohner (2010) | FIPS     |
| -------------------------- | ---------------- | -------- |
| Short Bend Township        | 466              | 29-67664 |
| Sinkin Township            | 298              | 29-68050 |
| Spring Creek East Township | 4675             | 29-69775 |
| Spring Creek West Township | 4157             | 29-69825 |
| Texas Township             | 894              | 29-72808 |
| Watkins Township           | 1571             | 29-77830 |
|                            |                  |          |